# McKesson
McKesson Corporation ist ein US-amerikanisches Unternehmen mit Hauptsitz in Irving, Texas.
Das Fortune-Global-500-Unternehmen ist nach Umsatz das weltweit größte im Bereich Gesundheitswesen und das fünftgrößte in den Vereinigten Staaten (laut Fortune 500 2016).
In Ergänzung zu seinen Standorten in Nordamerika hat McKesson zudem international Standorte in Australien und Europa (Frankreich, Niederlande und Vereinigtes Königreich). Wegen des stark regulierten und von Interessengruppen getriebenen deutschen Marktes gab es lange kein Interesse an einer Niederlassung dort; Anfang 2014 übernahm man dann 75 Prozent des deutschen Pharmahändlers Celesio, der ab 2017 als McKesson Europe firmierte. Am 7. Juli 2021 gab McKesson bekannt, dass Teile davon an die Phoenix Group in Mannheim verkauft werden sollen.
McKesson beschäftigt im Vereinigten Königreich an seinem Hauptstandort Warwick rund 500 Mitarbeiter.

## Geschichte
McKesson wurde 1833 in New York City unter dem Namen Olcott & McKesson durch Charles Olcott und John McKesson gegründet. Daniel Robbins wurde ein weiterer Mitgesellschafter und nach Olcotts Tod im Jahr 1853 trat das Unternehmen als McKesson & Robbins auf.
Gemeinsam mit Johnson & Johnson, AmerisourceBergen und Cardinal Health war McKesson einer der Akteure, die in der Opioidkrise in den USA viel Geld verdient hatten und die Anfang 2022 einer Einigung über die Zahlung von 26 Milliarden US-Dollar zur Abwendung von Klagen zugestimmt hatten. Auf diese Weise vermieden es die Konzerne, eine rechtliche Verantwortung für die Folgen der Krise zu übernehmen.

## Kennzahlen
| GJ   | Angestellte | Umsatz in Mio. US-$ | Bilanzgewinn in Mio. US-$ | Eigenkapital in Mio. US-$ |
| ---- | ----------- | ------------------- | ------------------------- | ------------------------- |
| 2005 | 25.200      | 79.096              | −157                      | 18.775                    |
| 2006 | 26.400      | 86.983              | 751                       | 20.961                    |
| 2007 | 31.800      | 92.977              | 913                       | 23.943                    |
| 2008 | 32.900      | 101.703             | 990                       | 24.603                    |
| 2009 | 32.500      | 106.632             | 823                       | 25.267                    |
| 2010 | 32.500      | 108.702             | 1.263                     | 28.189                    |
| 2011 | 36.400      | 112.084             | 1.202                     | 30.886                    |
| 2012 | 37.700      | 122.321             | 1.403                     | 33.093                    |
| 2013 | 43.500      | 122.196             | 1.338                     | 34.786                    |
| 2014 | 42.800      | 137.392             | 1.263                     | 51.759                    |
| 2015 | 70.400      | 179.045             | 1.476                     | 53.870                    |
| 2016 | 68.000      | 190.884             | 2.258                     | 56.523                    |
| 2017 | 78.000      | 198.533             | 5.070                     | 60.969                    |
| 2018 | 78.000      | 208.357             | 67                        | 60.381                    |
| 2019 | 80.000      | 214.319             | 34                        | 59.672                    |

## Standorte
- Rancho Cordova, Kalifornien
- Irving, Texas, Globaler Hauptsitz
- Broomfield, Colorado, früher Access Health, vorher HBO & Company
- Alpharetta, Georgia, früherer HBO & Company’s Hauptsitz
- Dubuque, Iowa, früheres CyCare, frühere HBO & Company
- Minneapolis, Minnesota, frühere HBO & Company
- Charlotte, North Carolina, frühere HBO & Company
- Wheeling, Illinois, frühere Enterprise Systems, Incorporated (ESi), formerly HBO & Company
- Carrollton, Texas
- Richmond, Virginia, frühere General Medical